# Бен Сегир, Эльесс
Элье́сс Бен Сеги́р (фр. Eliesse Ben Seghir, араб. إلياس بن صغير‎; род. 16 февраля 2005) — марокканский и французский футболист, атакующий полузащитник клуба «Монако» и национальной сборной Марокко.

## Клубная карьера
Уроженец Сен-Тропе, Эльесс выступал за молодёжные команды «Коголенуа» и «Фрежюс Сен-Рафаэль», а в июле 2020 года присоединился к футбольной академии клуба «Монако». В июле 2022 года подписал свой первый профессиональный контракт с «Монако». 3 ноября 2022 года дебютировал в основном составе «Монако» в матче группового этапа Лиги Европы УЕФА против «Црвены звезды», выйдя на замену Кевину Фолланду. 28 декабря 2022 года дебютировал в Лиге 1, выйдя на замену во втором тайме в матче против «Осера», и отметился двумя забитыми мячами.

## Карьера в сборной
Выступал за сборные Франции до 17, до 18 и до 19 лет.
22 марта 2024 года дебютировал в составе национальной сборной Марокко в товарищеском матче против сборной Анголы.
В составе олимпийской сборной Марокко стал бронзовым призёром Летних Олимпийских игр в Париже.

## Личная жизнь
Родился во Франции в семье выходцев из Марокко. Его старший брат Салим также является профессиональным футболистом.